# Giuseppe Pioda
Giuseppe Pioda (* 6. Juni 1810 in Locarno; † 31. August 1856 in Turin) war ein Schweizer Architekt und Ingenieur.

## Leben
Giuseppe Pioda war der Sohn des Politikers Giovan Battista Pioda (* 13. Dezember 1786 in Locarno; † 29. Juni in 1845 in Lugano) und dessen Ehefrau Teresa, Tochter des Carlo Ghiringhelli aus Bellinzona. Von seinen zehn Geschwistern sind namentlich bekannt:
- Giovanni Battista Pioda (1808–1882), Politiker;
- Luigi Pioda (1813–1887), Politiker
- Paolo Pioda (1818–1892), Hochschullehrer in Berkeley.

Sein Onkel mütterlicherseits war der Benediktinermönch Paolo Ghiringhelli.
Er besuchte die Schule in Bellinzona und studierte an der philosophisch-mathematischen Fakultät der Universität Pavia. Nachdem er wieder nach Locarno zurückgekehrt war, entwarf er von 1837 bis 1838 sein bedeutendstes Werk, das Regierungsgebäude der Kantonsregierung von 1839 bis 1881 während deren Verlegungsperioden in Locarno, von 1893 bis 1917 wurde das Gebäude als Bankgebäude genutzt und seit 1917 befindet sich die Elektrizitätsgesellschaft Società Elettrica Sopracenerina in dem Gebäude. 1839 beendete er den von Francesco Meschini (1762–1840) entworfenen Chor der Kirche Sant’Antonio in Gordola. 1844 erarbeitete er Pläne für das Bauensemble San Carlo in Magadino, die jedoch nicht zur Ausführung kamen, weil entschieden wurde, die Pläne des Architekten Giacomo Moraglia (1791–1860) für den spätklassizistischen Zentralbau der Kirche zu nehmen. Als Kantonsingenieur baute er die Strasse Locarno–Brissago.
Von 1840 bis 1845 war er im Auftrag des Kantons Tessin als Ingenieur für Strassen, Eisenbahnen und Häfen des Kantons zuständig; in dieser Zeit wurde er zum Artillerieleutnant ernannt und nahm 1847 am Sonderbundskrieg teil.
Er entwarf die Villa Balli in Locarno, in dem sich heute das Altersheim San Carlo befindet. Von 1849 bis zu seinem Tod wurde er in der Turiner Nervenheilanstalt interniert. Giuseppe Pioda bevorzugte den klassizistischen Baustil und erlangte für das Tessin eine gewissen Bedeutung.